# Ernst-Alfred Jauch
Ernst-Alfred Hermann Jauch (* 8. September 1920 in Wesel; † 6. Oktober 1991 in Berlin) war ein deutscher Journalist.

## Leben
Ernst-Alfred Jauch entstammt dem hanseatischen Geschlecht Jauch. Er wurde als viertes von sechs Kindern des späteren Obersten und Freikorpsführers Hans Jauch (1883–1965) und der Elsa von Othegraven geboren. Er war mit Ursula Welter (1930–2005) verheiratet. Das älteste von drei Kindern ist der Fernsehmoderator und Journalist Günther Jauch (* 1956).
Jauch bestand 1939 das Abitur am Staatlichen Humanistischen Gymnasium Wesel. Sein Klassenkamerad und Freund, mit ihm zusammen auch aktives Mitglied im Bund Neudeutschland, war der spätere Märtyrer der katholischen Kirche Heinz Bello (1920–1944).
Jauch wurde zum Reichsarbeitsdienst und zum Wehrdienst eingezogen und diente zuletzt als Leutnant der Reserve in einem Artillerie-Regiment. Er wurde dreimal schwer verwundet und bekam das EK II verliehen. Von seinen Brüdern – sämtlich wie er Offiziere der Artillerie – sind zwei gefallen und der dritte (zunächst) in Stalingrad verschollen.
Noch 1943 konnte er mit dem Studium der Germanistik, Geschichte und Philosophie in Breslau beginnen, das er 1944 in Freiburg im Breisgau und nach dem Kriege in Bonn, dann wieder in Freiburg fortsetzte. 1949 bestand er das Staatsexamen in Philologie und promovierte 1951 zum Dr. phil.

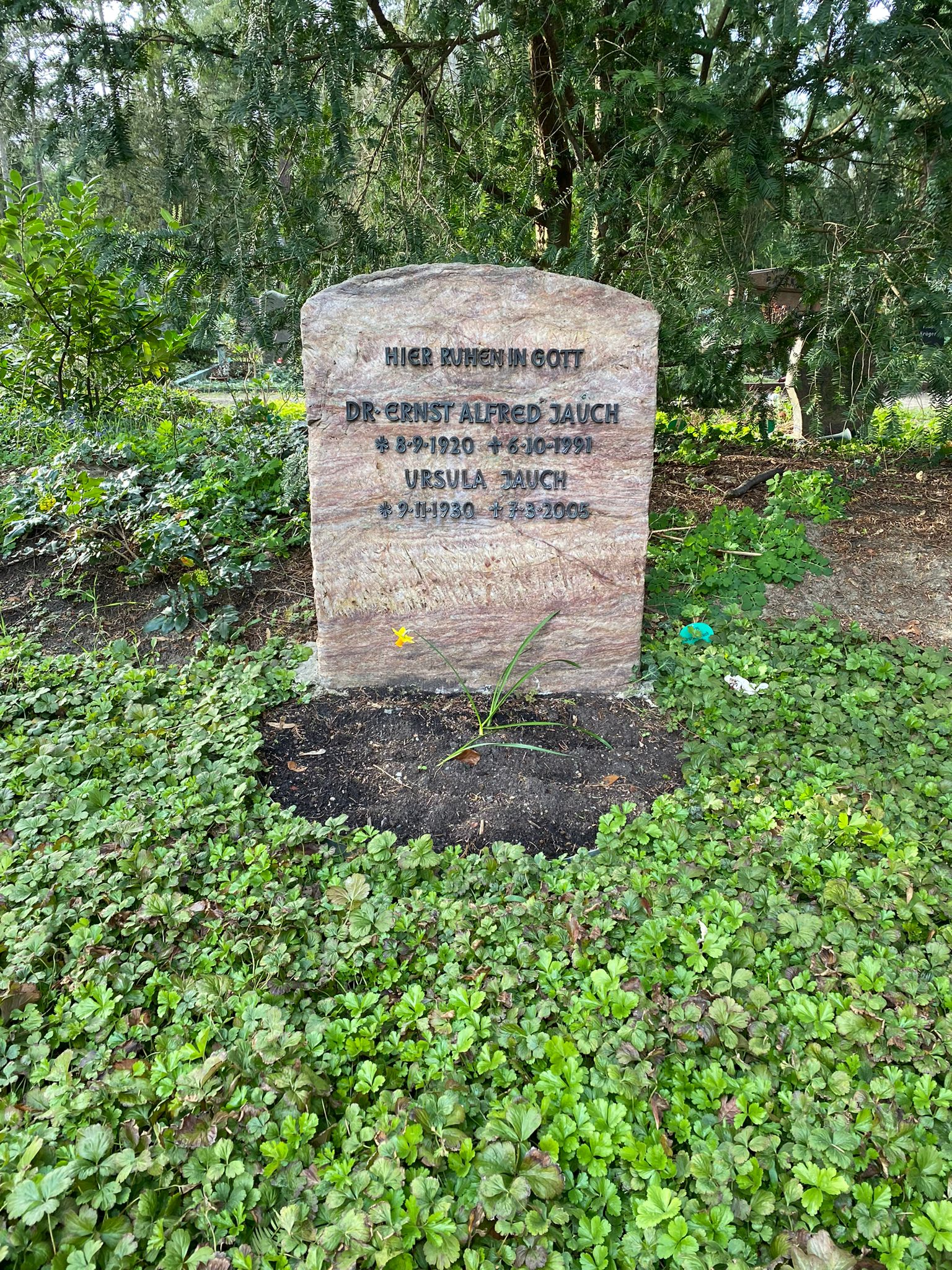
Grabstätte auf dem Parkfriedhof Lichterfelde

Seine journalistische Laufbahn begann Jauch 1953 als Volontär bei der Rheinischen Post in Düsseldorf. Nach einer Zwischenstation als Hilfsreferent im Ministerium des Innern des Landes Nordrhein-Westfalen war er von 1956 bis 1959 Ressortleiter Politik bei den Westfälischen Nachrichten in Münster. Von 1959 bis 1961 war er Ressortleiter Innenpolitik des von Johann Baptist Gradl herausgegebenen Berliner Der Tag, seit 1961 dessen stellvertretender Chefredakteur. Von 1962 bis 1964 war er Berliner Korrespondent der Katholischen Nachrichtenagentur (KNA), von 1965 bis 1985 Leiter des Landesbüros Berlin der KNA. In seiner Ägide wurde mit der Herausgabe eines täglich erscheinenden Berliner Dienstes der KNA begonnen. Er baute zudem ein umfangreiches Redaktions-Archiv vor allem über Kirche und Staat in der DDR auf.
Jauch vermochte pointiert zu formulieren und überstand kirchenamtliche Versuche, ihn aus seiner Position zu entfernen. Herbert Vorgrimler kritisierte: „Die Taktik des hier dokumentierten ‚christlichen‘ Antikommunismus besteht in dem anmaßenden Anspruch: Mit wem der Dialog geführt wird, das bestimmen KNA, Jauch etc.“ Mit Rolf Hochhuth stritt er öffentlich über dessen Schauspiel Der Stellvertreter.
1968 war Jauch Organisator des Weltkongresses der Weltunion der Katholischen Presse UCIP (heute: ICOM) in Berlin und gehörte seitdem zu den weit über die Landesgrenzen hinaus bekannten katholischen Journalisten. Seit 1974 war er ständiger Mitarbeiter an dem vom Bundesministerium für innerdeutsche Beziehungen herausgegebenen DDR-Handbuch. Jauch war einer der namhaften Kenner der katholischen Kirche im Osten und bemühte sich – eng verbunden mit der polnischen katholischen Bewegung Znak und deren Vertretern im Sejm – um die Aussöhnung mit Polen.
Ernst-Alfred Jauch ruht auf dem Parkfriedhof Lichterfelde.

## Ehrungen
Ernst-Alfred Jauch erhielt 1971 das Bundesverdienstkreuz am Bande und 1985 die silberne Hedwigsmedaille, die höchste Auszeichnung des Erzbistums Berlin.

## Zitate
„Was Günther macht, verstehe ich zwar nicht, aber es wird wohl gut bezahlt. Kein Mensch weiß, warum.“

## Schriften
- 75 Jahre Kirche zur Heiligen Familie 1904–1979. Berlin 1979
- mit Reinhard Henkys: Art. Kirchen. In: DDR Handbuch, 2. völlig überarbeitete und erweiterte Aufl. Verlag Wissenschaft und Politik, Köln 1979.
- mit Gisela Helwig: Katholische Kirche. In: Gisela Helwig, Detlef Urban (Hrsg.): Kirchen und Gesellschaft in beiden deutschen Staaten. Verlag Wissenschaft und Politik, Köln 1987, ISBN 3-8046-0328-9, S. 7–44.